# Antonina Czartoryska
Antonina Czartoryska (ur. 1728 roku, zm. 26 marca 1746) – polska księżna.
Była córką Michała Fryderyka Czartoryskiego i Eleonory z Waldsteinów. Żona Jerzego Flemminga, którego poślubiła w Warszawie 13 lutego 1744. 3 marca 1746 urodziła jedyną córkę – Izabelę.